# 일제강제동원피해자지원재단
일제강제동원피해자지원재단(日帝强制動員被害者支援財團)은 대일항쟁기 강제동원으로 인하여 사망한 자를 추도하고 역사적 의미를 되새겨 평화와 인권을 신장하기 위하여 설립된 대한민국 행정안전부 산하 공공기관이다. 재단이 사용할 기금은 정부와 민간기업이 출연키로 했는데 2014년 정부 예산 30억 3000만원과 포스코가 3년에 걸쳐 출연하기로 약정한 100억원 중 1차분 30억원이 배정되었다. 포스코와 마찬가지로 한국도로공사나 한국전력공사 등 1965년 한일)청구권 협정으로 경제협력자금 혜택을 받은 기업을 비롯해 일본 정부, 일본 전범기업과의 모금 협의에 주력하는 등 일본 정부와 전쟁범죄기업을 대상으로 한 기금 출연을 시도 중이다. 서울특별시 종로구 수송동 146-1 이마빌딩에 있다.

## 설립 근거
- 대일항쟁기 강제동원 피해조사 및 국외강제동원 희생자 등 지원에 관한 특별법[4]

## 주요 업무
- 추도공간(추도묘역·추도탑·추도공원)의 조성 등 위령사업
- 대일항쟁기 강제동원 피해 사료관 및 박물관의 건립
- 일제강제동원 피해와 관련한 문화·학술 사업 및 조사·연구 사업
- 그 밖의 관련 사업

## 연혁
- 2014년 6월 8일 일제강제동원피해자지원재단 출범[5]

## 조직

### 이사회

#### 이사장
- 감사
- 특별위원회
- 자문위원회

##### 사무처장
- 운영관리국
- 기획홍보국
- 역사관

## 같이 보기
- 대일항쟁기강제동원피해조사및국외강제동원희생자등지원위원회